# 해적판

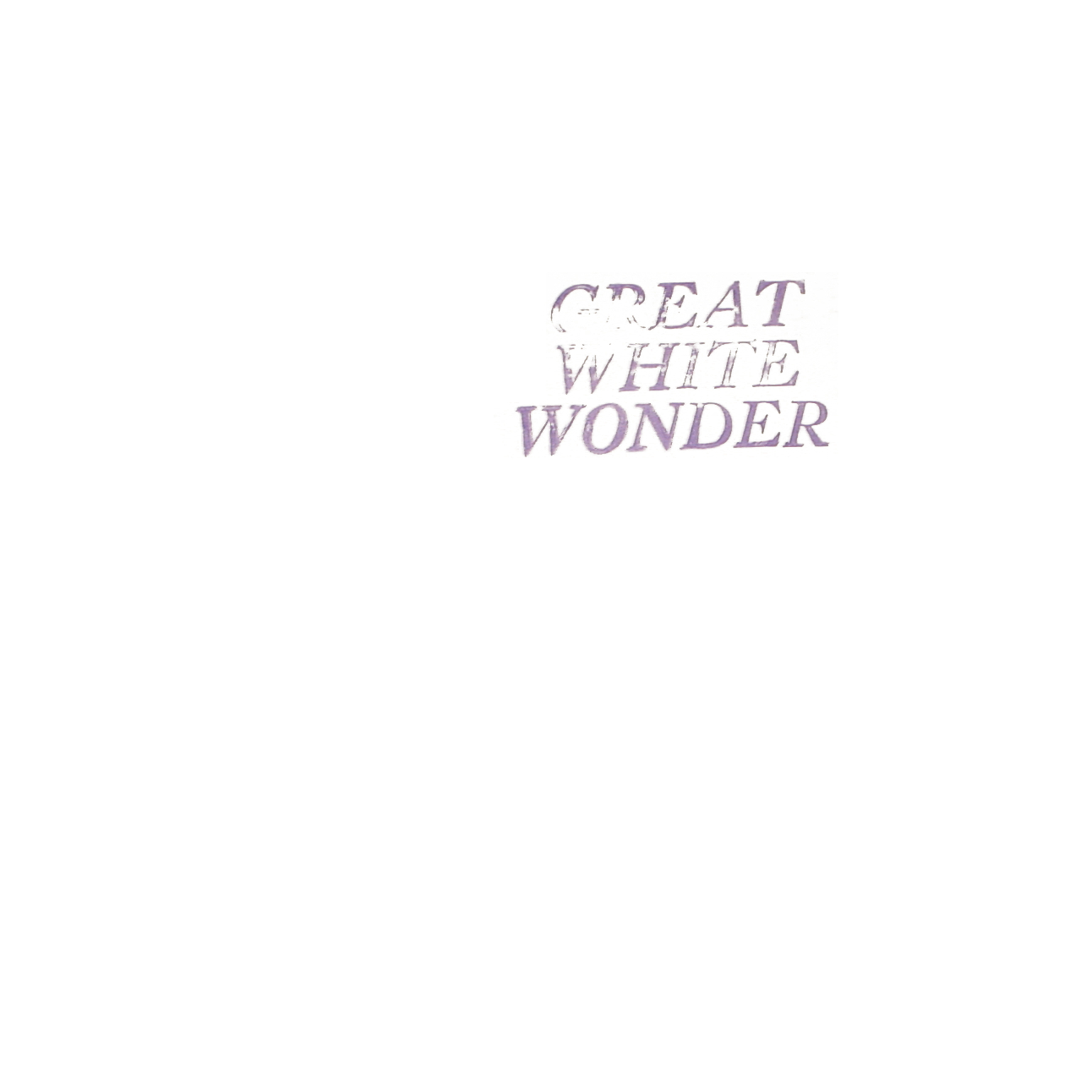
1969년 7월에 출시된 밥 딜런의 첫 해적판 앨범 《Great White Wonder》

해적판(海賊版)은 원작자의 동의 없이 공개된 비공식 오디오 및 비디오 기록이다. 원래 해적들이 바다에서 상선으로부터 훔친 물건을 육지로 가져와서 판매하는 것에서 유래했으며 주로 불법 복제품을 판매하는 것을 의미하게 되었다.

## 같이 보기
- 위조품의 거래 방지에 관한 협정
- 위조품
- 길보드
- 불법 복제
- 레플리카
- 비틀즈의 해적판
- 존 레논의 해적판
- 해적당
- 와레즈
- 부틀렉